# Het onzichtbare licht
Het onzichtbare licht is een jeugdroman uit 1982, geschreven door Evert Hartman. Het boek gaat over een Nederlands meisje dat helderziende is, maar in haar omgeving in eerste instantie door niemand geloofd wordt. Naast paranormale verschijnselen heeft het verhaal ook de Tweede Wereldoorlog als thema.  Het verhaal speelt zich af in de tijd waarin het uitkwam. 

## Verhaal
Leny Mulders woont samen met haar ouders en twee broers op een boerderij. Als Leny op een dag langs een vijver fietst, krijgt ze haar eerste “visioen”: boven het water zweeft een hand met een mes. Wanneer zij thuis hierover vertelt, geloven Leny’s ouders dat ze ziek is. Ook haar beste vriendin Esther is kritisch. Bang dat zij voor gek verklaard wordt, houdt Leny haar ervaringen hierna voor zich. Desondanks vertelt ze Esther over een droom waarin haar broer Marco van de cyclomaaier valt. Wanneer Marco later inderdaad een verkeersongeluk krijgt, gelooft Esther Leny als eerste. 
Leny heeft hierna nog meer dromen en visioenen, die soms onzin blijken en soms wel uitkomen. Zo ziet ze bijvoorbeeld als enige dat iemand ziek is. Ook weet ze precies wat er met een van de koeien van haar vader is. Geleidelijk aan krijgt Leny meer steun vanuit haar omgeving. Leny's oom Harold is een van de eersten die haar visioenen serieus neemt. Leny wordt door een van haar leraren in contact gebracht met een paragnost. Wanneer Leny op basis van een visioen een in het dorp geroemde verzetsstrijder ervan beschuldigt tijdens de oorlog juist joden aan de Gestapo uitgeleverd te hebben, heeft ze in eerste instantie weer de schijn tegen. Een journalist gaat op onderzoek uit en kan min of meer bewijzen dat Leny de waarheid spreekt. 
Het verhaal eindigt met een conflict tussen Esthers ouders die tegen Leny worden opgezet door een lokale predikant, die beweert dat Leny's gave te maken heeft met duivelse krachten. Esther blijft Leny onvoorwaardelijk steunen.